# Tokyo Friends
Tokyo Friends (東京フレンズ?, Tōkyō Furenzu) è una miniserie prodotta dalla TBS, trasmessa nel 2005. A differenza di molti altri dorama, non è mai stata trasmessa in televisione, ma è stata distribuita direttamente in DVD, con un totale di 5 episodi. Nel 2006 è stata seguita da un film, che è stato proiettato nelle sale cinematografiche.

## Trama
Rei si è appena trasferita dalla sua città natale, Kochi, a Tokyo, per inseguire i suoi sogni ambiziosi. Al suo arrivo, trova subito lavoro come cameriera in un ristorante, dove incontra il chitarrista Ryuuji.
Il giovane musicista rimane colpito dalla bella voce della ragazza e la invita a unirsi alla sua band, i Sabakan, come vocalist. Tra i due nasce un rapporto di confidenza e sentimento, ma questo si interrompe bruscamente quando Rei decide di scrivere le proprie canzoni da sola, senza l'aiuto di nessuno.
La vicenda si concentra su Rei e le sue amiche, conosciute al ristorante, ognuna delle quali ha i propri problemi e sogni da realizzare.

## Protagonisti
- Ai Ōtsuka - Iwatsuki Rei
- Eita Nagayama - Shintani Ryuuji
- Rio Matsumoto - Hayama Hirono
- Masanobu Katsumura - Sasakawa Kazuo, proprietario del ristorante Yume no Kura
- Yōko Maki - Fujiki Ryoko
- Mao Kobayashi - Abiko Maki
- Ryūta Satō - Satomi Kenichi
- Yūta Hiraoka - Tanaka Hidetoshi
- Kuranosuke Sasaki - Kohashi
- Mari Hoshino - Akemi
- Kei Tanaka - Iwatsuki Wataru
- Kazuki Kitamura - Sasakawa Keitaro
- Hajime Okayama
- Kazuyuki Asano
- Yutaka Matsushige - Shirakawa
- Shunta Nakamura - Nagase Mitsuo
- Takashi Ito - Oku-chan
- Yuu Misaki - Sasakawa Yoshie
- Arata Furuta - Wada